# Reggenza di Labuhan Batu Settentrionale
La reggenza di Labuhan Batu Settentrionale (in indonesiano: Kabupaten Labuhan Batu Utara) è una reggenza dell'Indonesia, situata nella provincia di Sumatra Settentrionale.